# Geddesyxan
Geddesyxan (engelska The Geddes Axe) har fått sitt namn efter Eric Geddes.
Geddesyxan betecknar indragning av överflödig personal inom statsförvaltningen och över huvud drastisk beskäring av statsutgifterna. Uttrycket användes 1922 i Storbritannien om den så kallade Geddeskommitténs besparingsförslag och kom samma år i svang även i Sverige för liknande strävanden rörande den svenska statsförvaltningen.